# United States Military Standard
United States Military Standard,MIL-STD,MIL-SPEC (Система стандартів міністерства оборони США) — стандарти, що розробляються в інтересах  Міністерства оборони США. Ці стандарти застосовуються не тільки у військових, але також і в цивільних галузях.

## Типи документів
Визначення дано згідно з 4120.24-M[недоступне посилання з травня 2019]Defense Standardization Program (DSP) Policies and Procedures, March 2000, OUSD (Acquisition, Technology and Logistics) :
| Позначення | Тип                                           | Визначення |
| ---------- | --------------------------------------------- | --- |
| MIL-HDBK   | Defense Handbook (Оборонний довідник)         | Документ містить процедурну, технічну та конструкторську інформацію про обладнання (техніці), процесах, практиках і методах, на які існують стандарти МО США. Зміст і формат документа регламентуються MIL-STD-962. |
| MIL-SPEC   | Defense Specification (Оборонна специфікація) | Документ містить основні технічні вимоги до закуповуваного устаткування (техніці), як суто військового призначення, так і цивільного, розробленого з урахуванням вимог МО США. Зміст і формат документа регламентуються MIL-STD-961. |
| MIL-STD    | Defense Standard (Оборонний стандарт)         | Документ містить основні єдині інженерні та технічні вимоги до процесів, процедур, практикам і методам, як чисто військового призначення, так і цивільного, розробленого з урахуванням вимог МО США. Існує п'ять типів стандартів MIL-STD: стандарти на інтерфейси, стандарти на критерії проектних рішень, на стандарти виробничі процеси, стандартні практики і стандарти на методи контролю і тестування. Зміст і формат документа регламентуються MIL-STD-962. |
| MIL-PRF    | Performance Specification (Технічні умови)    | |
| MIL-DTL    | Detail Specification (Відомість матеріалів)   | |